# Thecla melpomene
Thecla melpomene är en fjärilsart som beskrevs av John Henry Leech 1890. Thecla melpomene ingår i släktet Thecla och familjen juvelvingar. Inga underarter finns listade i Catalogue of Life.